# Olympische Jugend-Sommerspiele 2018/Beachhandball/Ungarn Mädchen

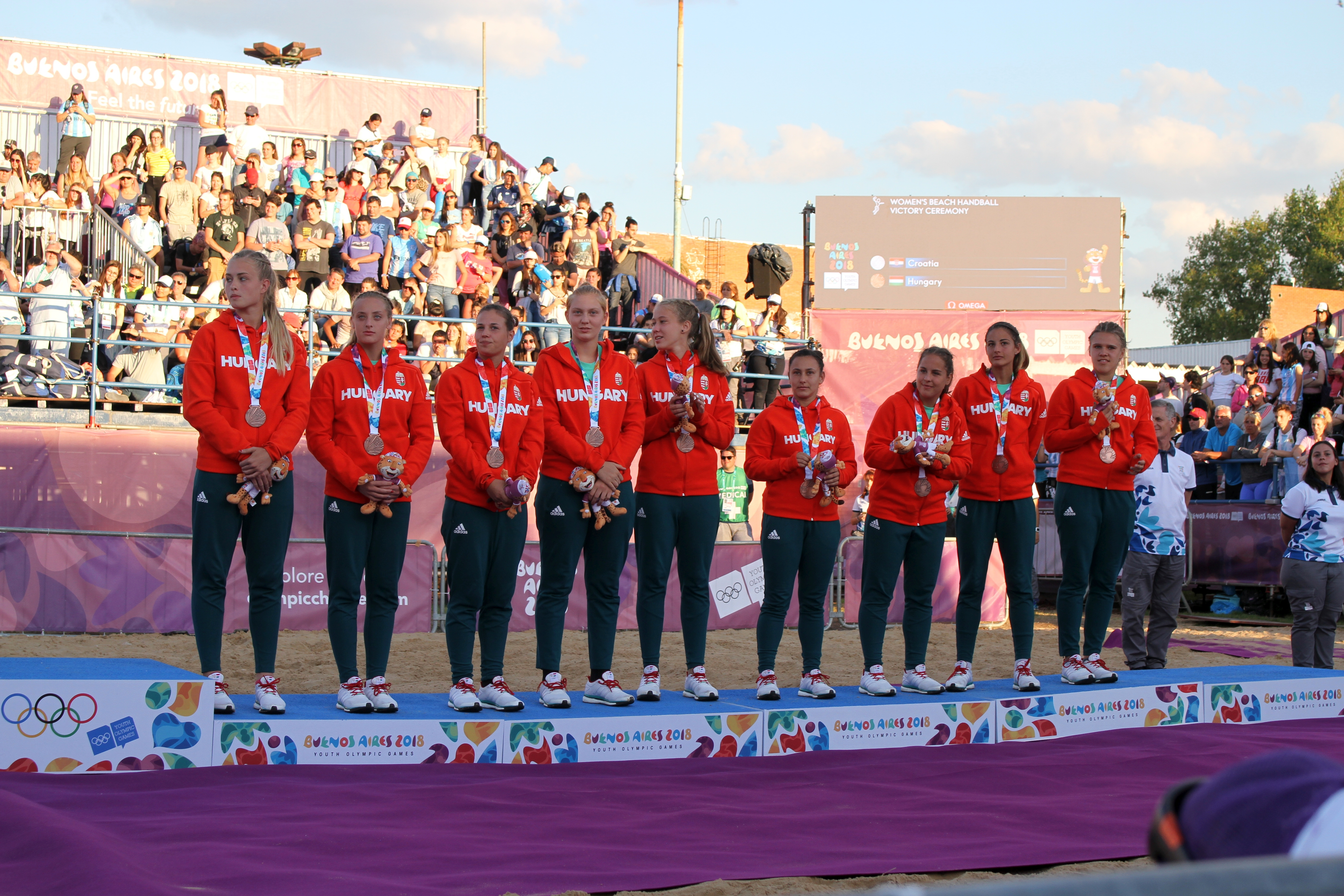
Die Mannschaft bei der Medaillenzeremonie

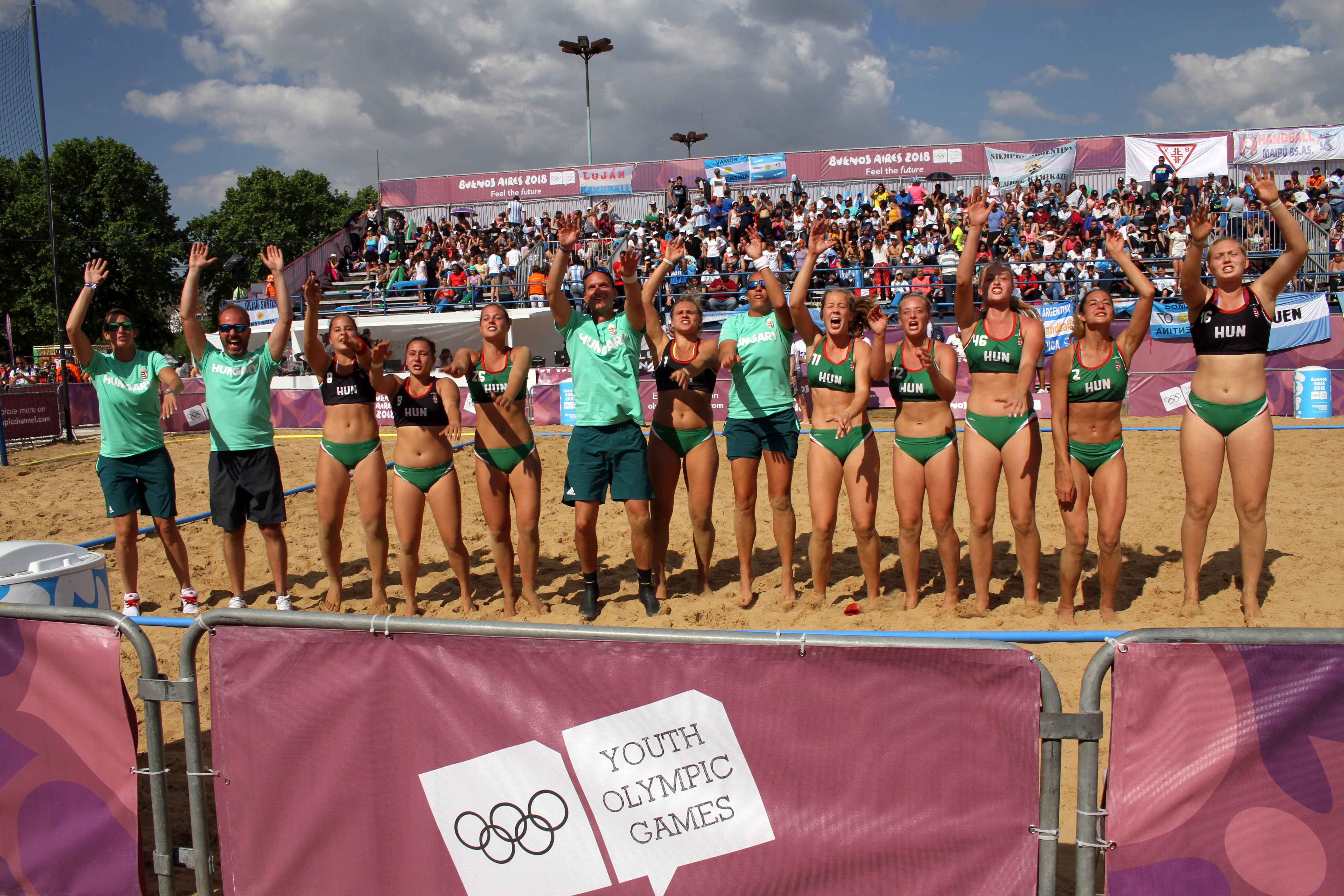
Die Mannschaft feiert den Sieg im Spiel um die Bronzemedaille

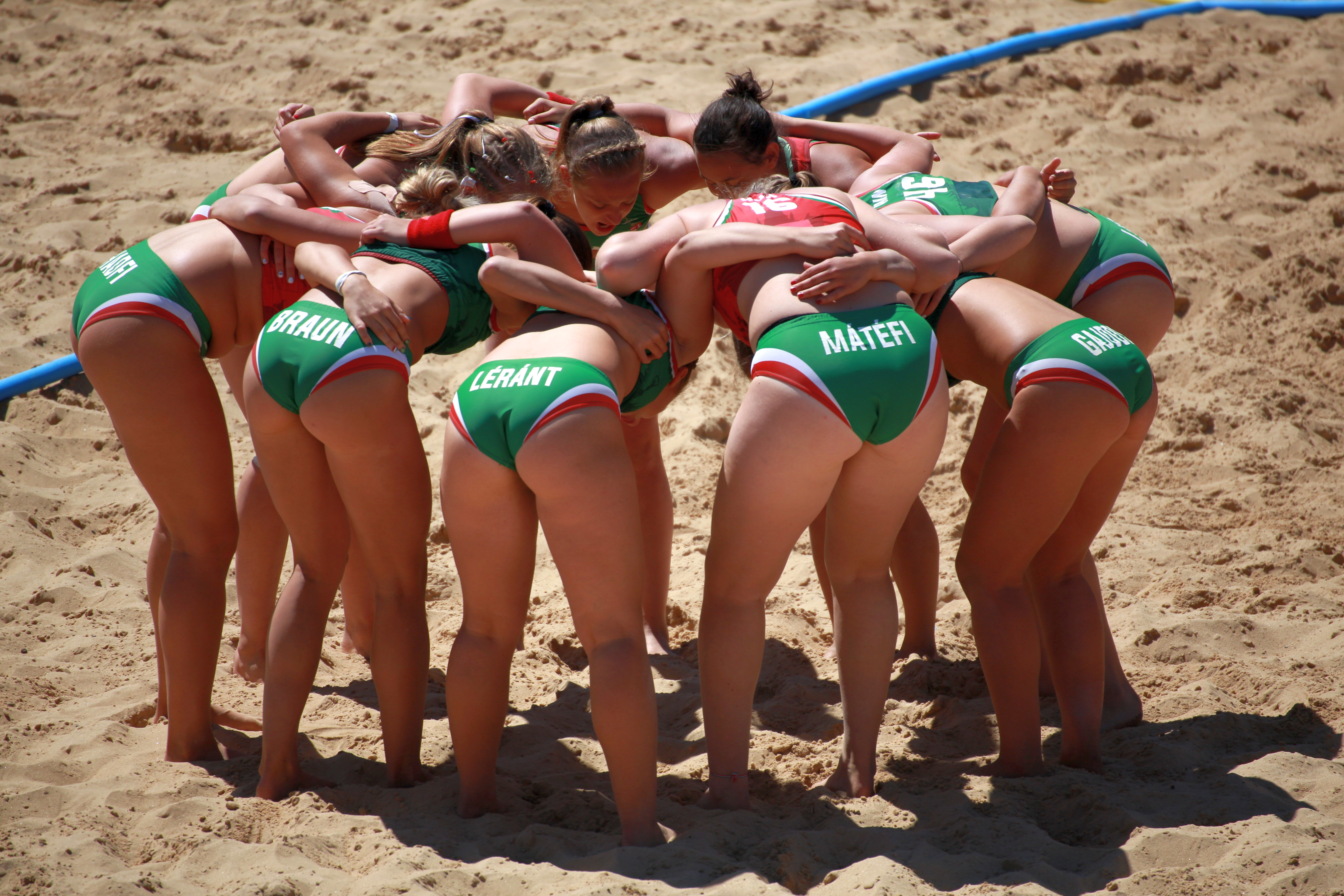
Die Mannschaft schwört sich vor dem Vorrundenspiel gegen Taiwan ein

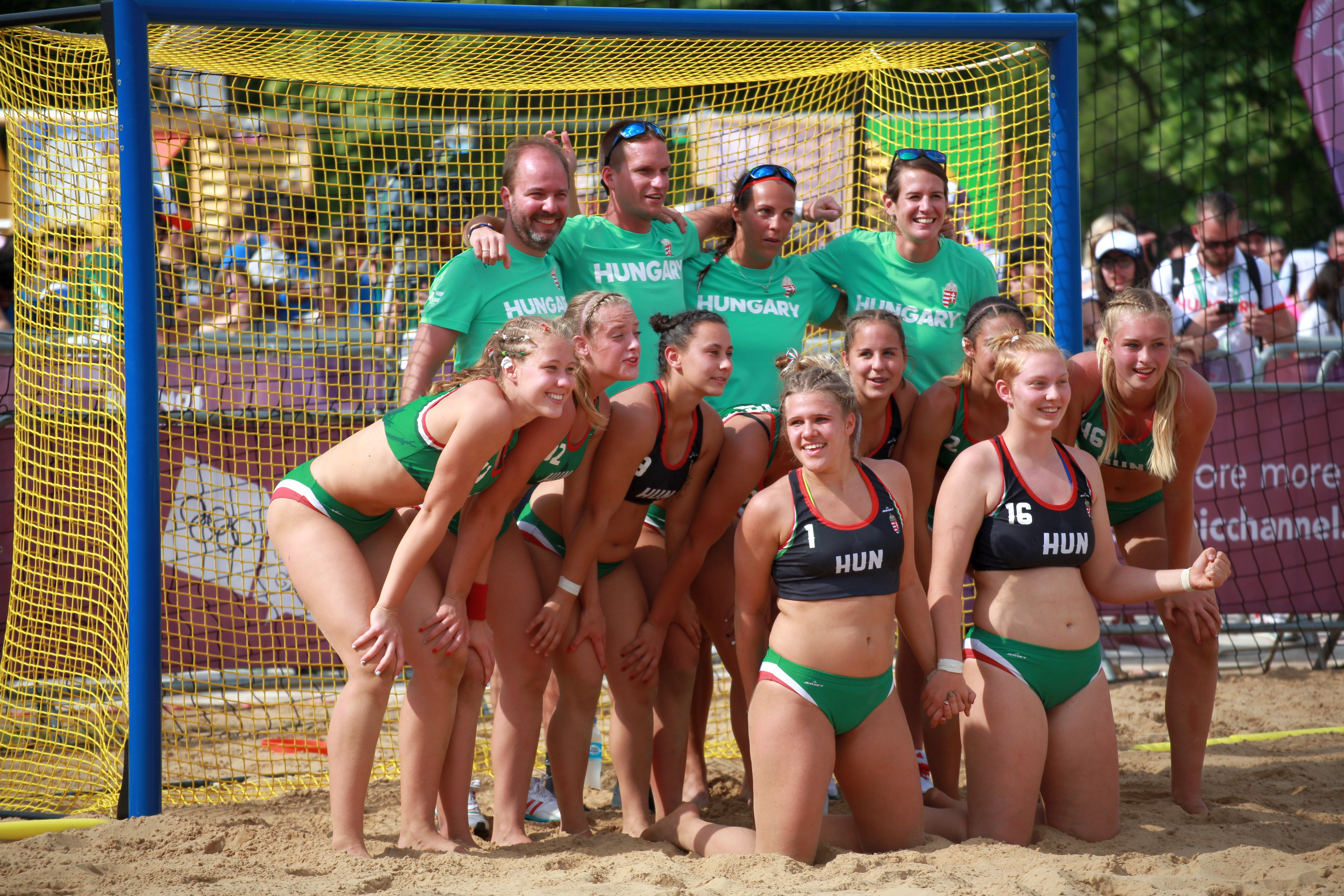
Gruppenbild nach dem gewonnenen kleinen Finale

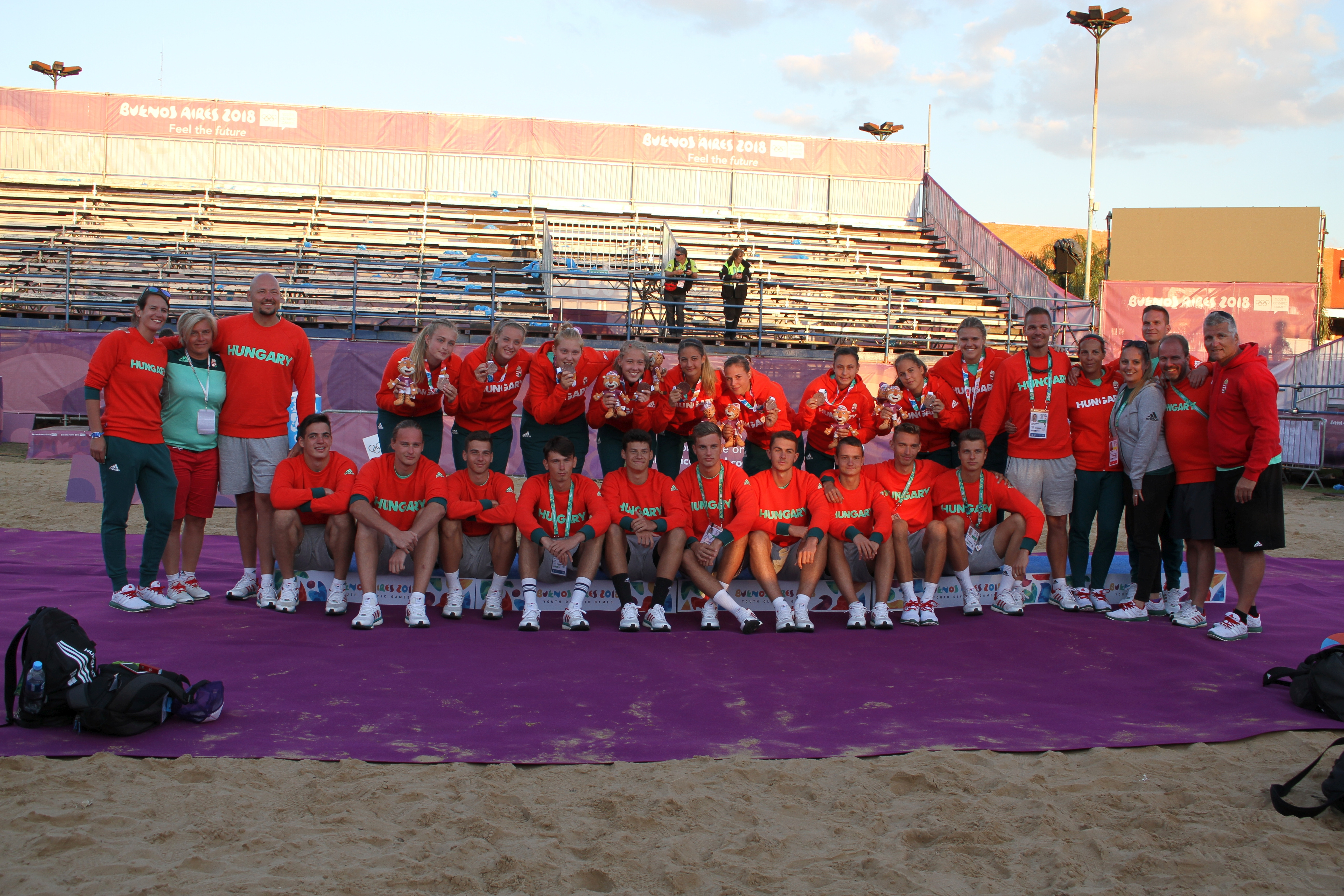
Beide ungarische Teams und ihre Betreuer nach der Siegerehrung

Die Ungarische Junioren-Nationalmannschaft der Mädchen im Beachhandballqualifizierte sich als Sieger bei den Beachhandball-Juniorenweltmeisterschaften 2017 auf Mauritius direkt für die Olympischen Jugend-Sommerspiele 2018 in Buenos Aires qualifiziert, wo Beachhandball zum ersten Mal olympisch gespielt wurde. Die Mannschaft des Magyar Kézilabda-szövetség gewann dabei die Bronzemedaille.
Der Kader der Ungarinnen war weitestgehend schon seit der U-16-Nationalmannschaft zusammen, die bei den Jugendeuropameisterschaften 2016 in Portugal Fünfte wurde. Rebeka Benzsay, Csenge Braun, Dorottya Gajdos, Gréta Hadfi, Réka Király und Sára Léránt gehörten dort wie auch danach bei den Jugendeuropameisterschaften 2017 (U 17, Vizemeister), den Jugendweltmeisterschaften 2017 (U 17) und den Jugendeuropameisterschaften 2018 (U 18; Titel) immer zum Kader. Klaudia Pintér gehörte seit den Meisterschaften 2017, Gabriella Landi seit den Jugend-Weltmeisterschaften 2017 dazu. Zudem gehörten bei allen vier Meisterschaften auch Veronika Vitovszki und Virág Wágner zum Kader, die für die Jugendspiele keine Berufungen bekamen. Ursprünglich war für den neunten und letzten freien Platz Sára Máté vorgesehen, die jedoch ausfiel. Der letzte Platz ging an die Torhüterin Dalma Mátéfi, die zuvor auch an den Junioren-Europameisterschaften des Jahres teilnahm.
Die Ungarinnen starteten als Mitfavoritinnen auf eine Medaille am ersten Spieltag mit zwei sehr deutlichen Siegen gegen die beiden größten Außenseiter des Turniers, Amerikanisch-Samoa und Mauritius. In drei der vier Durchgänge wurden nicht mehr als vier gegnerische Punkte zugelassen. Auch die weiteren Spiele gegen Russland, die Mitfavoriten aus Kroatien und die starke Mannschaft aus Taiwan wurden meist sicher gewonnen; einzig gegen Russland musste die Mannschaft bis in den Shootout. Ohne Verlustpunkte erreichten die Ungarinnen als Gruppenerste die Hauptrunde, wo sie mit einem Sieg gegen die Auswahl Paraguays starteten. Danach folgte gegen die Gastgeberinnen aus Argentinien die erste Niederlage, allerdings erst im Shootout. Für den abschließenden Sieg gegen einen weiteren Mitfavoriten, die Niederlande, benötigte die Mannschaft Ungarns ebenfalls den Shootout. Im Halbfinalspiel traf man erneut auf die Gastgeberinnen und unterlag in einem überaus engen und hart umkämpften Spiel im Shootout. Somit spielten die Ungarinnen gegen die Niederländerinnen um die Bronzemedaille und gewannen das Spiel in zwei engen Sätzen.
Nach den Gastgebern aus Argentinien mit einem Titel sowie einer Bronzemedaille und Kroatien mit zwei mit zwei Halbfinaleinzügen war Ungarn mit Rang drei für die Mädchen und fünf für die Jungen die dritterfolgreichste Nation im Beachhandball bei diesen Jugendspielen.

## Technische Angaben
Trainer war Zoltán Pinizsi, als Assistenz- und Torwarttrainerin fungierte die ungarische Beachhandball-Nationaltorhüterin Ágnes Győri. Technische Leiterin war Katalin Petrovszki, die Koordinatorin für Beachhandball beim ungarischen Verband und ehemalige Erstligaspielerin im Hallenhandball; Teamleiter war der Leiter des Beachhandballbereichs des ungarischen Handballverbands, Tamás Neukum.

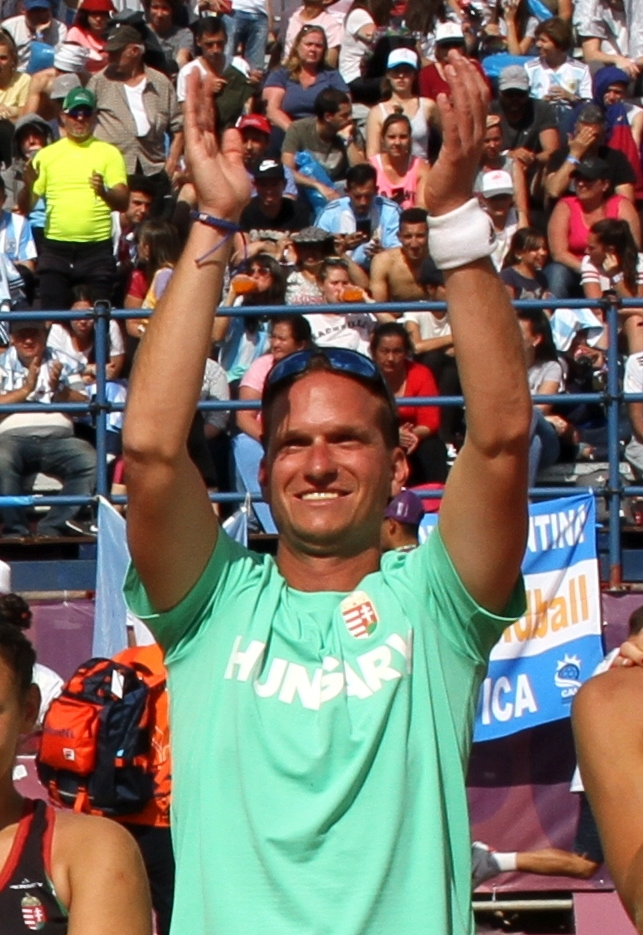
Trainer Zoltán Pinizsi
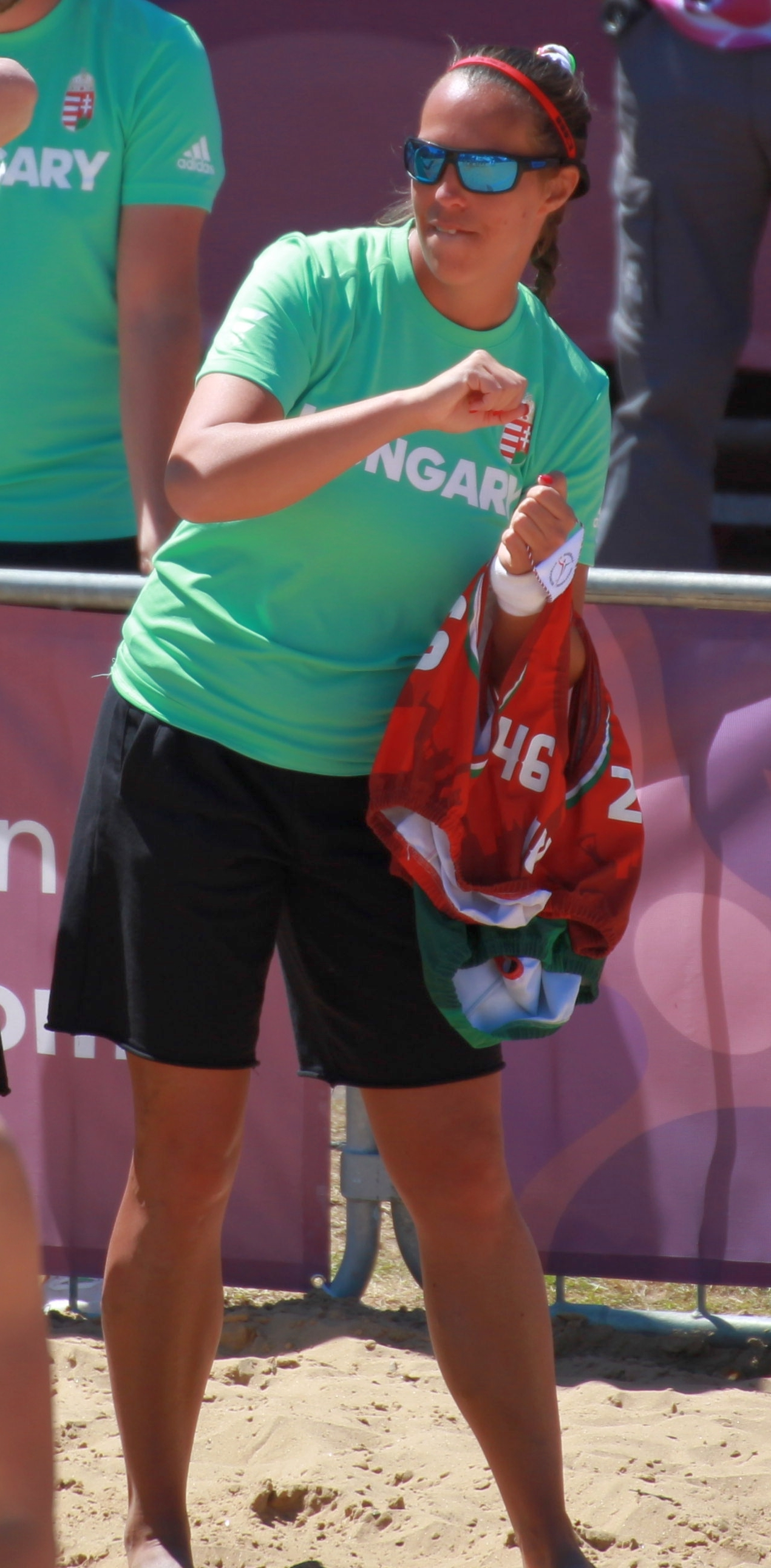
Co-Trainerin Ágnes Győri
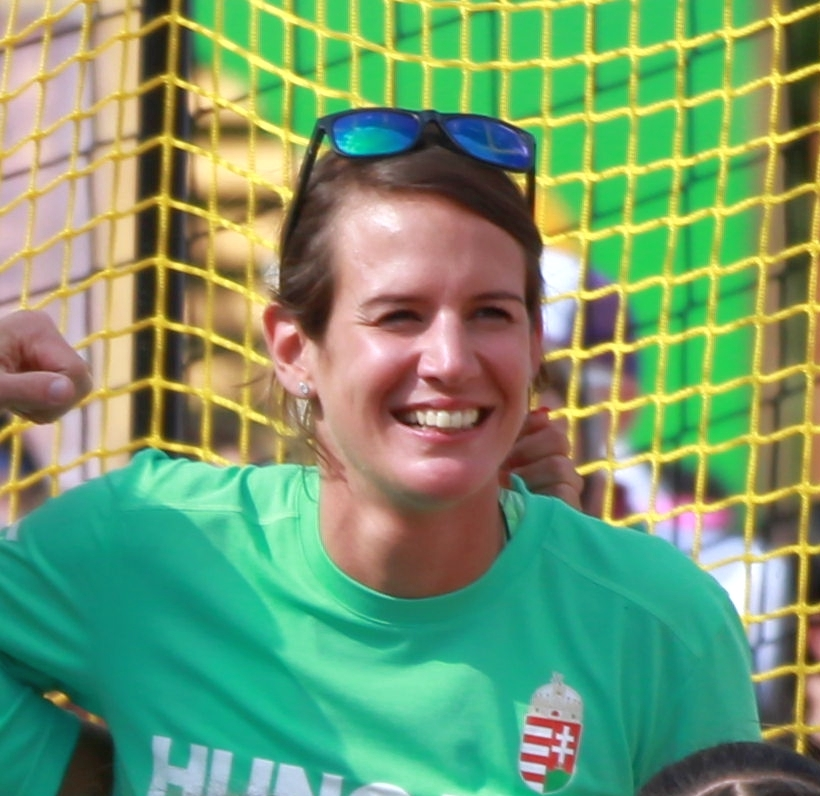
Technische Leiterin Katalin Petrovszki
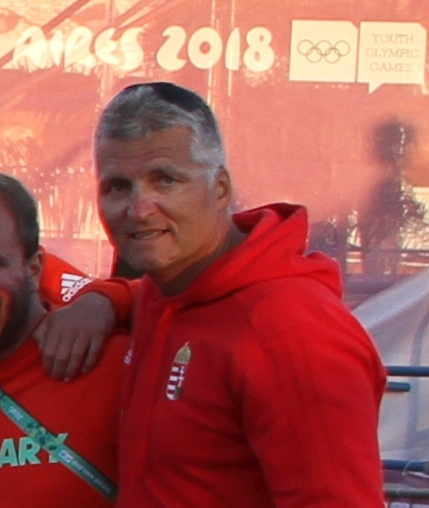
Teamleiter Tamás Neukum

Offizielle Trikotsätze waren laut Meldung:
| Trikot           | Tank Top Feld | Tank Top Tor/Specialist | Shorts |
| ---------------- | ------------- | ----------------------- | ------ |
| Standardtrikot   | Rot           | Grün                    | Rot    |
| Ausweichtrikot   | Schwarz       | Grün                    | Rot    |
| Ausweichtrikot 2 | Schwarz       | Grün                    | Rot    |

Zum Teil abweichend davon wurden im Turnier die folgenden Trikotsätze genutzt:

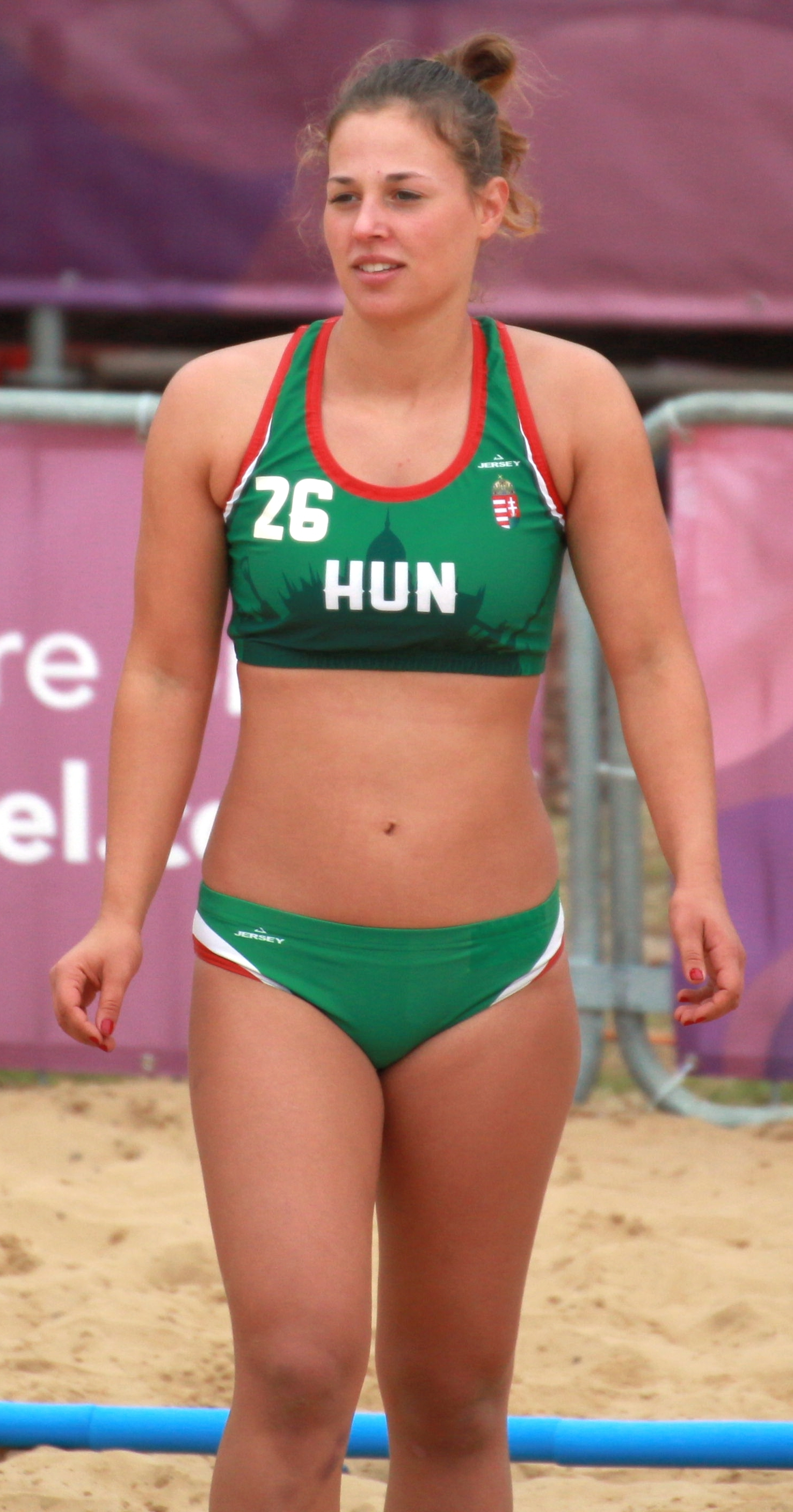
Dorottya Gajdos im Standardtrikot für Feldspielerinnen
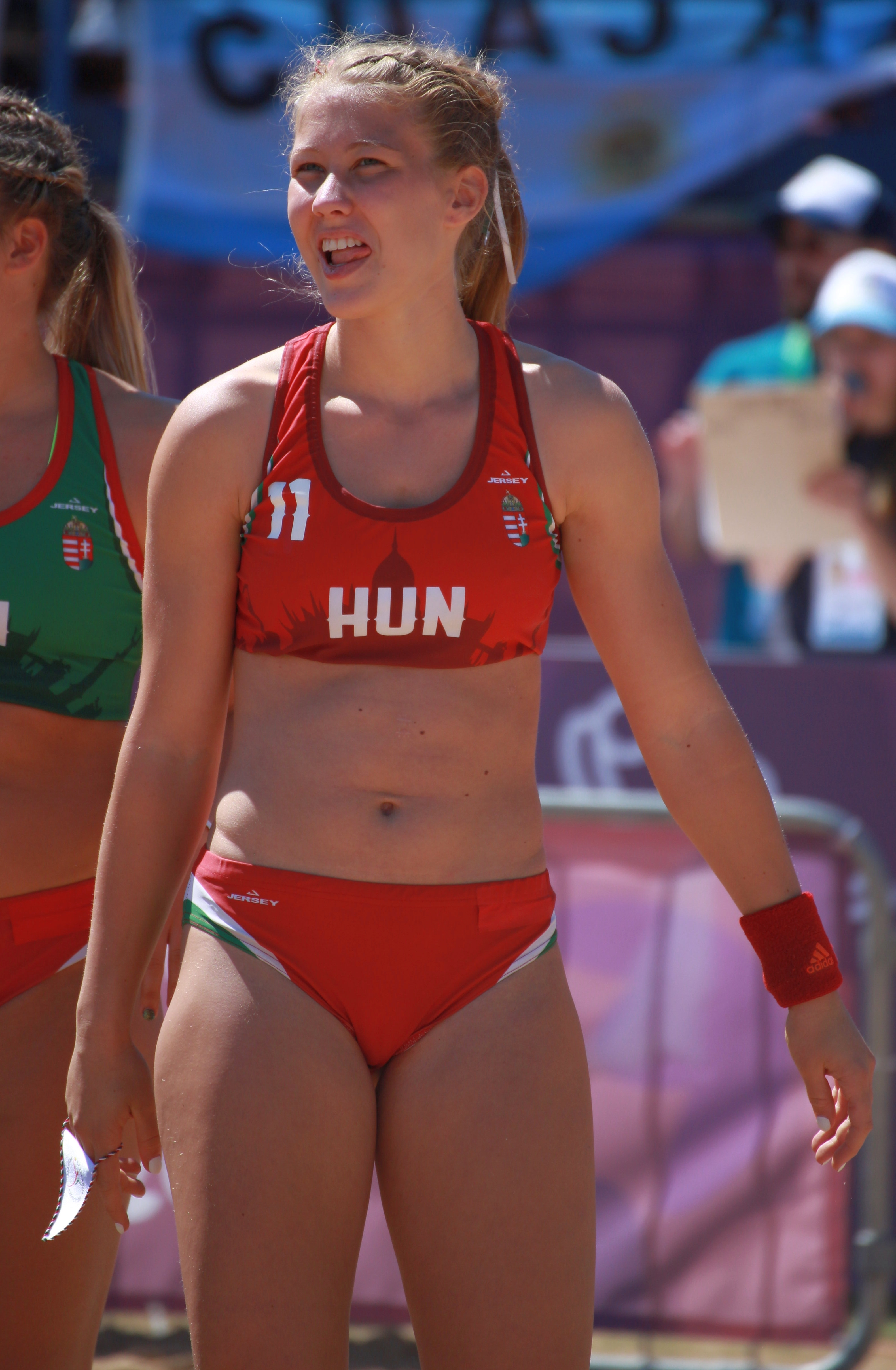
Rebeka Benzsay im Ausweichtrikot für Feldspielerinnen
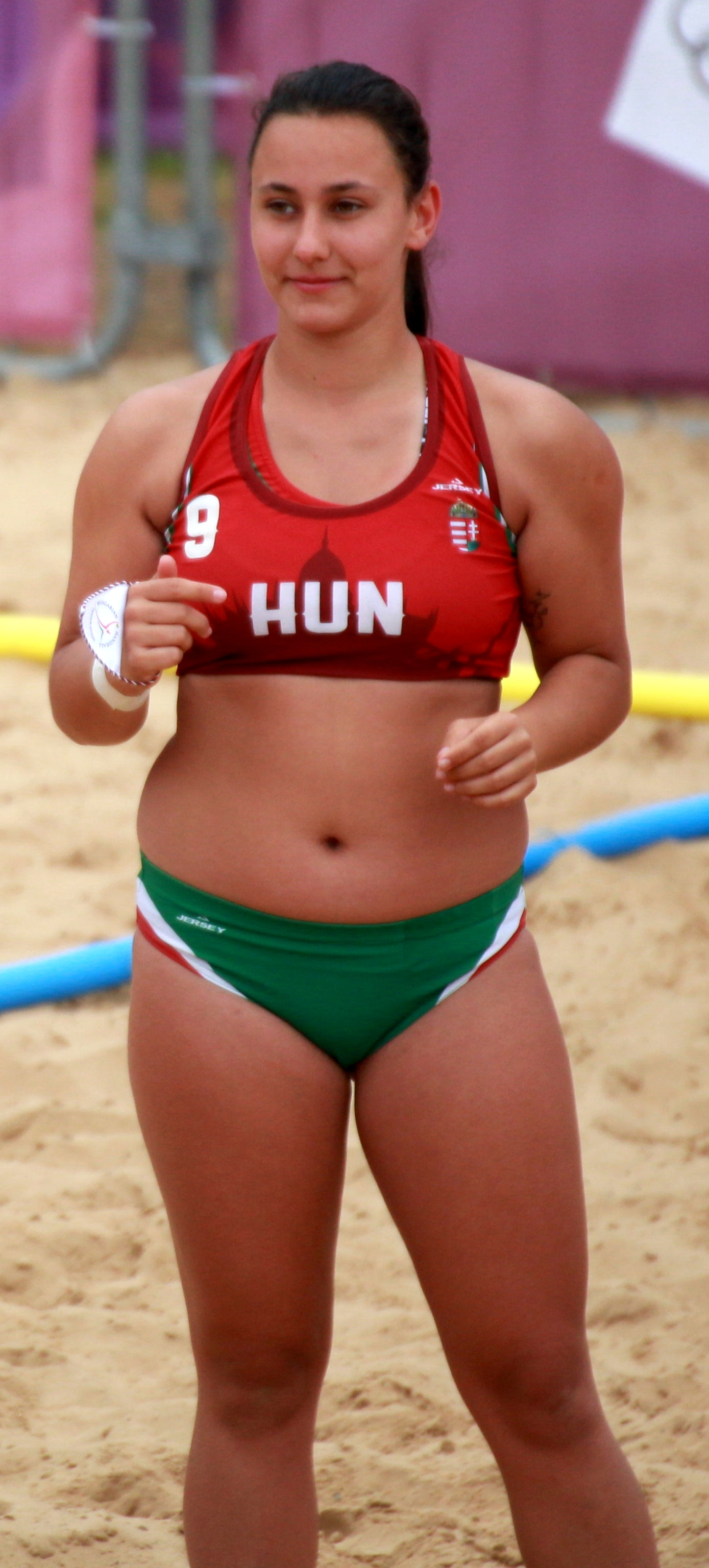
Klaudia Pintér im Standardtrikot für Torhüterinnen und Specialists
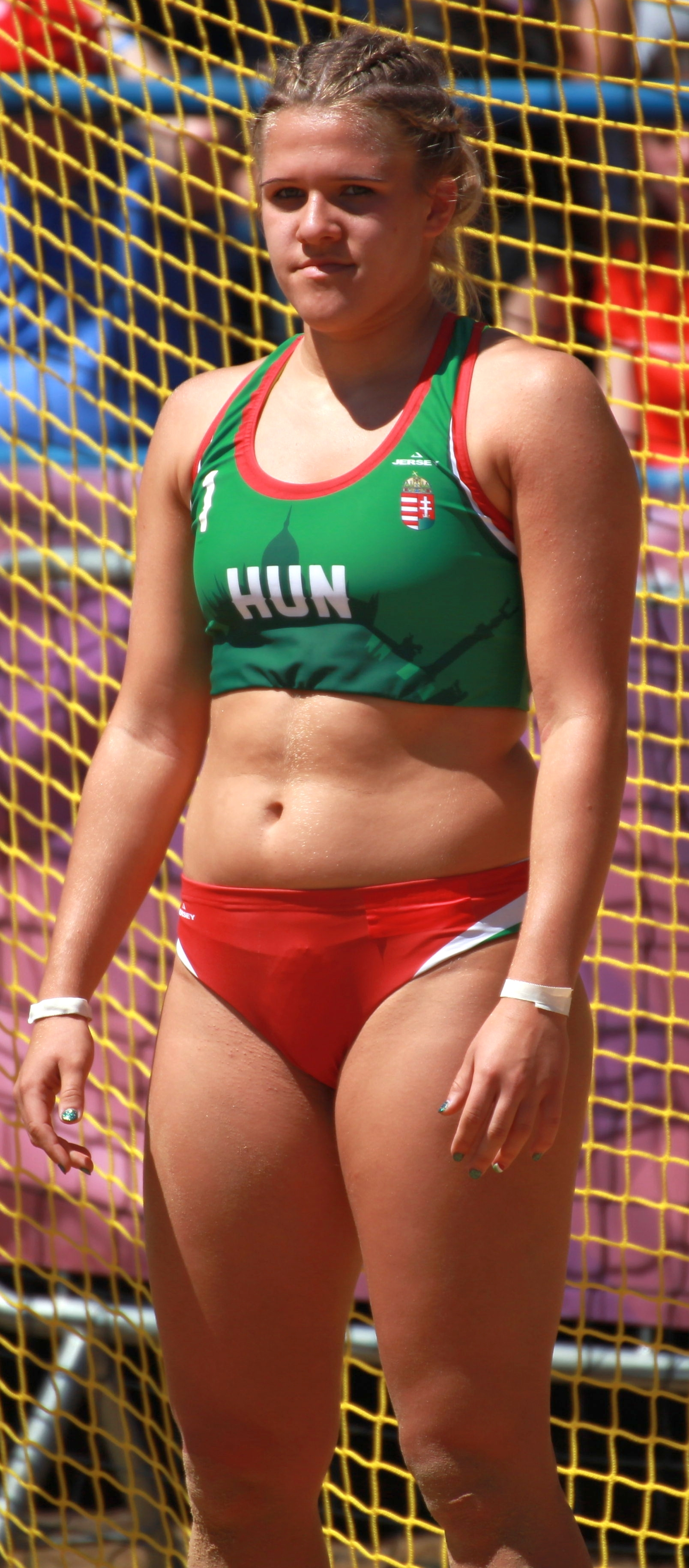
Gréta Hadfi im ersten Ausweichtrikot für Torhüterinnen und Specialists
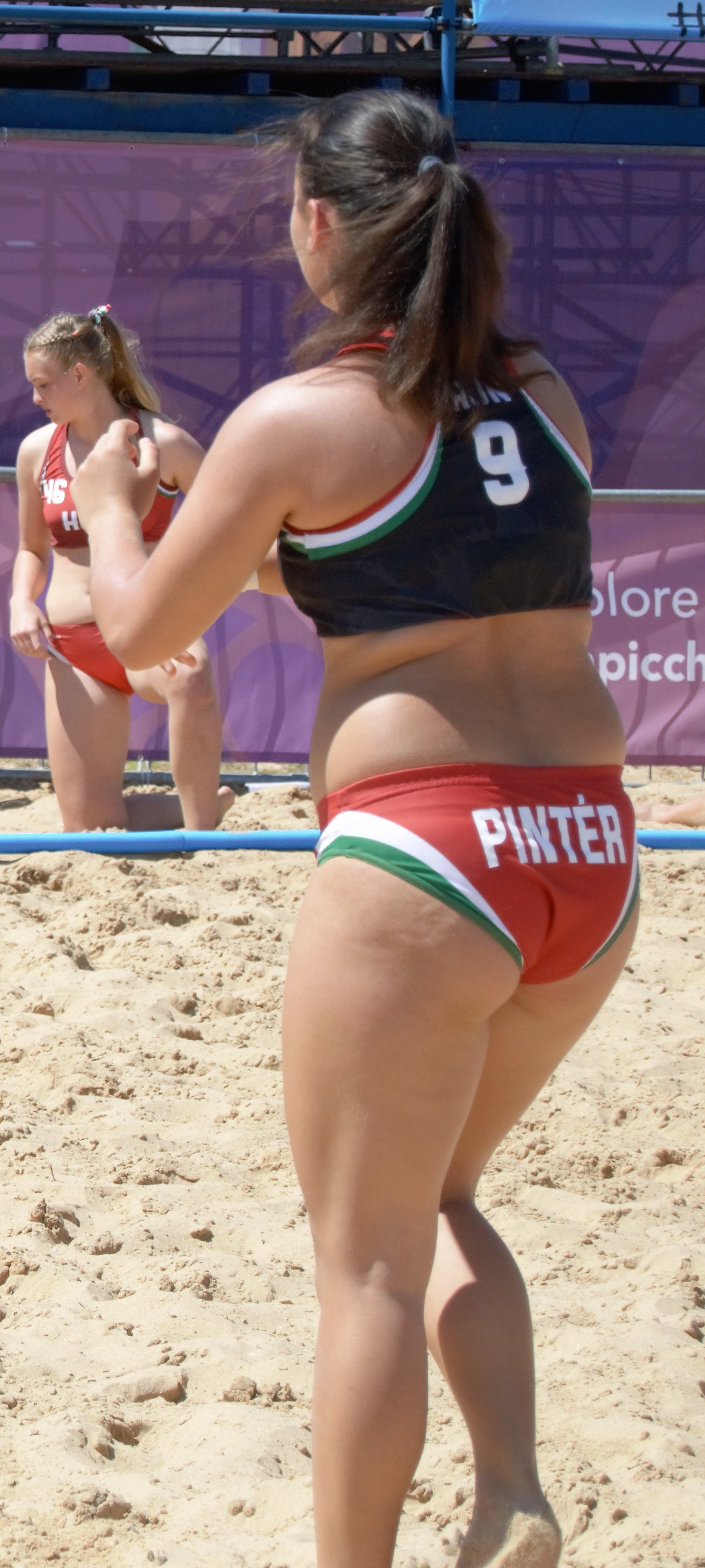
Klaudia Pintér in einem alternativen Ausweichtrikot für Torhüterinnen und Specialists mit Namenszug auf den Shorts
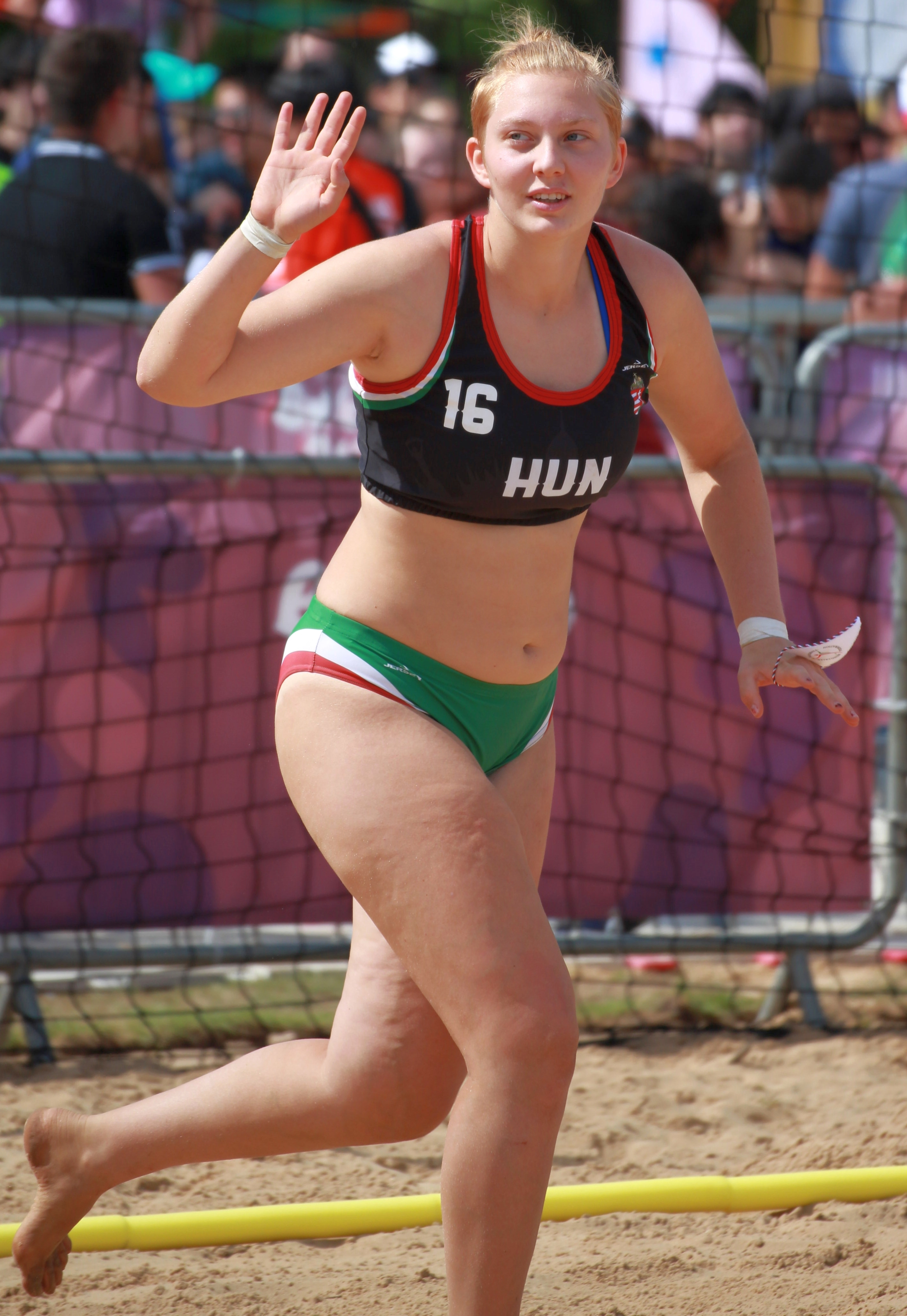
Dalma Mátéfi in einem alternativen Ausweichtrikot für Torhüterinnen und Specialists
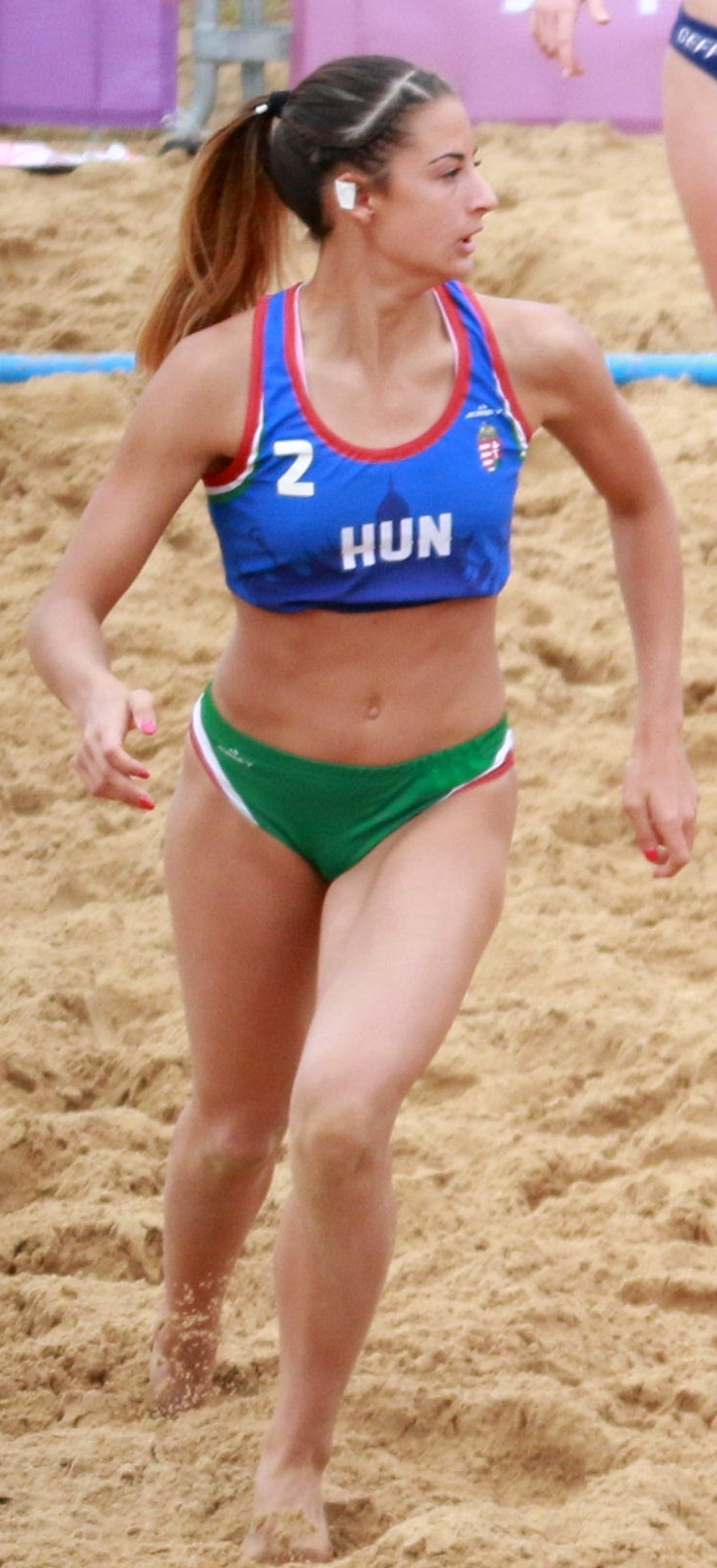
Csenge Braun in einem alternativen Ausweichtrikot für Torhüterinnen und Specialists

## Spiele

### Gruppe A
| Rang | Land               | Spiele | Tore    | Punkte |
| ---- | ------------------ | ------ | ------- | ------ |
| 1    | Ungarn             | 5      | 228:123 | 10     |
| 2    | Kroatien           | 5      | 169:102 | 8      |
| 3    | Chinesisch Taipeh  | 5      | 220:138 | 6      |
| 4    | Russland           | 5      | 230:168 | 4      |
| 5    | Amerikanisch-Samoa | 5      | 91:213  | 2      |
| 6    | Mauritius          | 5      | 42:236  | 0      |

| W01 | 8. Oktober 2018, 11:40 Uhr  | Ungarn    | – | Amerikanisch-Samoa | 2:0 (42:13 – 24:9, 18:4)        |
| W04 | 8. Oktober 2018, 16:10 Uhr  | Mauritius | – | Ungarn             | 0:2 (6:51 – 2:26, 4:25)         |
| W09 | 9. Oktober 2018, 10:50 Uhr  | Ungarn    | – | Russland           | 2:1 (68:45 – 24:25, 25:14, 9:6) |
| W11 | 9. Oktober 2018, 15:20 Uhr  | Kroatien  | – | Ungarn             | 0:2 (24:34 – 10:15, 14:19)      |
| W13 | 10. Oktober 2018, 11:40 Uhr | Ungarn    | – | Chinesisch Taipeh  | 2:0 (43:35 – 22:20, 21:15)      |

### Hauptrunde
| Rang | Land              | Spiele | Tore    | Punkte |
| ---- | ----------------- | ------ | ------- | ------ |
| 1    | Niederlande       | 5      | 215:175 | 8      |
| 2    | Ungarn            | 5      | 192:172 | 8      |
| 3    | Argentinien       | 5      | 194:177 | 8      |
| 4    | Kroatien          | 5      | 157:153 | 4      |
| 5    | Chinesisch Taipeh | 5      | 184:212 | 4      |
| 6    | Paraguay          | 5      | 115:168 | 4      |

| W31 | 11. Oktober 2018, 10:00 Uhr | Ungarn | – | Paraguay    | 2:0 (32:28 – 15:12, 17:16)      |
| W34 | 11. Oktober 2018, 14:30 Uhr | Ungarn | – | Argentinien | 1:2 (38:41 – 18:16, 14:18, 6:7) |
| W39 | 12. Oktober 2018, 14:30 Uhr | Ungarn | – | Niederlande | 2:1 (45:44 – 20:22, 18:16, 7:6) |

### Halbfinale und Spiel um Bronze
| Halbfinale 1 |                             |        |   |             |                                 |
| W49          | 13. Oktober 2018, 11:10 Uhr | Ungarn | – | Argentinien | 1:2 (40:39 – 18:20, 16:12, 6:7) |

| Spiel um Platz 3 |                             |        |   |             |                            |
| W55              | 13. Oktober 2018, 15:00 Uhr | Ungarn | – | Niederlande | 2:0 (36:31 – 16:13, 20:18) |

## Spielerinnen

### Gréta Hadfi
- Nummer: 1
- Name auf dem Shorts: HADFI
- Spielposition(en): Torhüterin
- Verein: Ferencvárosi TC
- Geburtsdatum: 28. September 2001
- Größe: 1,74 Meter

| Gegner             | Punkte und Würfe | Punkte und Würfe | Punkte und Würfe | Punkte und Würfe | Versuche und Treffer | Versuche und Treffer | Versuche und Treffer | Versuche und Treffer | Versuche und Treffer | Versuche und Treffer | Versuche und Treffer | Torhüter | Torhüter | Torhüter | Torhüter | Strafen | Strafen | Strafen | Technik | Technik | Technik | Technik  | Technik  | Technik |
| Gegner             | Punkte           | Tore             | Würfe            | %                | 1-Pt All             | 1-Pt Spin            | Spin                 | In-flight            | Spec                 | Dir Goal             | Pen                  | Sav      | Shots    | %        | Sav Pen  | SUS     | D       | DR      | Ass     | Steal   | Block   | Rec Foul | Pen Foul | TO      |
| ------------------ | ---------------- | ---------------- | ---------------- | ---------------- | -------------------- | -------------------- | -------------------- | -------------------- | -------------------- | -------------------- | -------------------- | -------- | -------- | -------- | -------- | ------- | ------- | ------- | ------- | ------- | ------- | -------- | -------- | ------- |
| Samoa Amerikanisch | 0                | 0                | 1                | 0                |                      |                      |                      |                      |                      | 0/1                  |                      | 1        | 7        | 14       |          |         |         |         | 2       |         |         |          |          | 2       |
| Mauritius          | 8                | 4                | 4                | 100              |                      |                      |                      |                      |                      | 4/4                  |                      | 4        | 7        | 57       |          |         |         |         |         |         |         |          |          |         |
| Russland           | 2                | 1                | 1                | 100              |                      |                      |                      |                      |                      | 1/1                  |                      | 5        | 18       | 28       | 0/1      |         |         |         |         |         |         |          |          |         |
| Kroatien           |                  |                  |                  |                  |                      |                      |                      |                      |                      |                      |                      | 8        | 20       | 40       |          |         |         |         |         |         |         |          |          |         |
| Chinesisch Taipeh  |                  |                  |                  |                  |                      |                      |                      |                      |                      |                      |                      | 4        | 9        | 44       |          |         |         |         | 1       |         |         |          |          |         |
| Paraguay           |                  |                  |                  |                  |                      |                      |                      |                      |                      |                      |                      | 4        | 10       | 40       | 1/1      |         |         |         | 1       |         |         |          |          |         |
| Argentinien        | 4                | 2                | 4                | 50               |                      |                      |                      |                      |                      | 2/4                  |                      | 9        | 18       | 50       | 0/1      |         |         |         |         |         |         |          |          | 1       |
| Niederlande        |                  |                  |                  |                  |                      |                      |                      |                      |                      |                      |                      | 3        | 13       | 23       |          |         |         |         |         |         |         |          |          |         |
| Argentinien        |                  |                  |                  |                  |                      |                      |                      |                      |                      |                      |                      | 4        | 18       | 22       |          |         |         |         |         |         |         |          |          | 1       |
| Niederlande        | 4                | 2                | 3                | 67               |                      |                      |                      |                      |                      | 2/3                  |                      | 5        | 19       | 26       |          |         |         |         |         |         |         |          |          |         |
| Gesamt             | 18               | 9                | 13               | 69               |                      |                      |                      |                      |                      | 9/13                 |                      | 47       | 139      | 34       | 1/4      |         |         |         | 4       |         |         |          |          | 4       |

### Csenge Braun
- Nummer: 2
- Name auf dem Shorts: BRAUN
- Spielposition(en): Specialist/linker Flügel
- Verein: Dunaújvárosi Kohász KA
- Geburtsdatum: 9. Juli 2000
- Größe: 1,71 Meter

| Gegner             | Punkte und Würfe | Punkte und Würfe | Punkte und Würfe | Punkte und Würfe | Versuche und Treffer | Versuche und Treffer | Versuche und Treffer | Versuche und Treffer | Versuche und Treffer | Versuche und Treffer | Versuche und Treffer | Torhüter | Torhüter | Torhüter | Torhüter | Strafen | Strafen | Strafen | Technik | Technik | Technik | Technik  | Technik  | Technik |
| Gegner             | Punkte           | Tore             | Würfe            | %                | 1-Pt All             | 1-Pt Spin            | Spin                 | In-flight            | Spec                 | Dir Goal             | Pen                  | Sav      | Shots    | %        | Sav Pen  | SUS     | D       | DR      | Ass     | Steal   | Block   | Rec Foul | Pen Foul | TO      |
| ------------------ | ---------------- | ---------------- | ---------------- | ---------------- | -------------------- | -------------------- | -------------------- | -------------------- | -------------------- | -------------------- | -------------------- | -------- | -------- | -------- | -------- | ------- | ------- | ------- | ------- | ------- | ------- | -------- | -------- | ------- |
| Samoa Amerikanisch | 10               | 5                | 6                | 83               |                      |                      | 1/2                  |                      | 4/4                  |                      |                      |          |          |          |          |         |         |         | 2       |         |         |          |          | 1       |
| Mauritius          | 10               | 5                | 6                | 83               |                      |                      |                      | 1/1                  | 3/4                  |                      | 1/1                  |          |          |          |          |         |         |         | 4       |         |         | 2        |          |         |
| Russland           | 7                | 4                | 5                | 80               | 1/1                  |                      | 2/3                  |                      | 1/1                  |                      |                      |          |          |          |          |         |         |         | 3       |         |         |          |          | 1       |
| Kroatien           | 2                | 1                | 3                | 33               |                      |                      | 1/2                  |                      | 0/1                  |                      |                      |          |          |          |          |         |         |         | 9       |         |         |          |          |         |
| Chinesisch Taipeh  | 6                | 3                | 3                | 100              |                      |                      | 3/3                  |                      |                      |                      |                      |          |          |          |          |         |         |         | 4       | 1       |         |          |          |         |
| Paraguay           | 7                | 4                | 5                | 80               | 1/1                  |                      |                      |                      | 2/3                  |                      | 1/1                  |          |          |          |          |         |         |         | 4       |         |         | 2        |          | 1       |
| Argentinien        | 12               | 6                | 7                | 86               |                      |                      | 3/4                  |                      |                      |                      | 3/3                  |          |          |          |          |         |         |         | 4       |         |         |          |          | 1       |
| Niederlande        | 8                | 4                | 7                | 57               |                      |                      | 1/2                  |                      | 2/4                  |                      | 1/1                  |          |          |          |          |         |         |         | 2       |         |         | 2        |          | 1       |
| Argentinien        | 18               | 9                | 11               | 82               |                      |                      | 1/3                  |                      | 5/5                  |                      | 3/3                  |          |          |          |          | 10:08   |         |         | 1       |         |         | 3        |          |         |
| Niederlande        | 15               | 9                | 12               | 75               | 3/3                  |                      | 1/1                  |                      | 4/6                  |                      | 1/2                  |          |          |          |          |         |         |         |         |         |         | 1        |          | 1       |
| Gesamt             | 95               | 50               | 65               | 77               | 5/5                  |                      | 13/20                | 1/1                  | 21/28                |                      | 10/11                |          |          |          |          | 1       |         |         | 33      | 1       |         | 10       |          | 6       |

### Sára Léránt
- Nummer: 8
- Name auf dem Shorts: LÉRÁNT
- Spielposition(en): Specialist/rechter Flügel
- Verein: Szentendrei Nke
- Geburtsdatum: 23. Juni 2000
- Größe: 1,63 Meter

| Gegner             | Punkte und Würfe | Punkte und Würfe | Punkte und Würfe | Punkte und Würfe | Versuche und Treffer | Versuche und Treffer | Versuche und Treffer | Versuche und Treffer | Versuche und Treffer | Versuche und Treffer | Versuche und Treffer | Torhüter | Torhüter | Torhüter | Torhüter | Strafen | Strafen | Strafen | Technik | Technik | Technik | Technik  | Technik  | Technik |
| Gegner             | Punkte           | Tore             | Würfe            | %                | 1-Pt All             | 1-Pt Spin            | Spin                 | In-flight            | Spec                 | Dir Goal             | Pen                  | Sav      | Shots    | %        | Sav Pen  | SUS     | D       | DR      | Ass     | Steal   | Block   | Rec Foul | Pen Foul | TO      |
| ------------------ | ---------------- | ---------------- | ---------------- | ---------------- | -------------------- | -------------------- | -------------------- | -------------------- | -------------------- | -------------------- | -------------------- | -------- | -------- | -------- | -------- | ------- | ------- | ------- | ------- | ------- | ------- | -------- | -------- | ------- |
| Samoa Amerikanisch | 3                | 2                | 2                | 100              | 1/1                  |                      | 1/1                  |                      |                      |                      |                      |          |          |          |          |         |         |         | 4       |         |         |          |          | 1       |
| Mauritius          | 8                | 4                | 6                | 67               |                      |                      | 1/1                  |                      | 3/5                  |                      |                      |          |          |          |          |         |         |         | 2       |         |         |          |          | 1       |
| Russland           | 14               | 8                | 10               | 80               | 2/2                  |                      | 6/8                  |                      |                      |                      |                      |          |          |          |          |         |         |         | 7       |         |         |          |          | 1       |
| Kroatien           | 11               | 7                | 10               | 70               | 3/3                  | 1/1                  | 4/7                  |                      |                      |                      |                      |          |          |          |          |         |         |         | 3       |         |         |          |          | 1       |
| Chinesisch Taipeh  | 9                | 6                | 8                | 75               | 3/3                  | 2/2                  | 2/4                  |                      | 1/1                  |                      |                      |          |          |          |          |         |         |         | 3       |         |         |          |          |         |
| Paraguay           | 4                | 2                | 3                | 67               |                      |                      | 2/3                  |                      |                      |                      |                      |          |          |          |          |         |         |         | 3       |         |         |          | 1        | 3       |
| Argentinien        | 10               | 5                | 8                | 63               |                      |                      | 4/7                  |                      | 1/1                  |                      |                      |          |          |          |          |         |         |         | 4       |         |         | 2        | 1        | 1       |
| Niederlande        | 8                | 4                | 7                | 57               |                      |                      | 4/7                  |                      |                      |                      |                      |          |          |          |          |         |         |         | 3       |         |         |          |          | 2       |
| Argentinien        | 7                | 4                | 7                | 57               | 1/1                  |                      | 3/5                  |                      | 0/1                  |                      |                      |          |          |          |          |         |         |         |         |         |         |          |          |         |
| Niederlande        | 12               | 8                | 10               | 80               | 4/4                  |                      | 4/6                  |                      |                      |                      |                      |          |          |          |          |         |         |         | 1       |         |         |          |          |         |
| Gesamt             | 86               | 50               | 71               | 70               | 14/14                | 3/3                  | 31/49                |                      | 5/8                  |                      |                      |          |          |          |          |         |         |         | 30      |         |         | 2        | 2        | 10      |

### Klaudia Pintér
- Nummer: 9
- Name auf dem Shorts: PINTÉR
- Spielposition(en): Specialist/rechter Flügel
- Verein: KSI SE
- Geburtsdatum: 14. Februar 2001
- Größe: 1,59 Meter

| Gegner             | Punkte und Würfe | Punkte und Würfe | Punkte und Würfe | Punkte und Würfe | Versuche und Treffer | Versuche und Treffer | Versuche und Treffer | Versuche und Treffer | Versuche und Treffer | Versuche und Treffer | Versuche und Treffer | Torhüter | Torhüter | Torhüter | Torhüter | Strafen | Strafen | Strafen | Technik | Technik | Technik | Technik  | Technik  | Technik |
| Gegner             | Punkte           | Tore             | Würfe            | %                | 1-Pt All             | 1-Pt Spin            | Spin                 | In-flight            | Spec                 | Dir Goal             | Pen                  | Sav      | Shots    | %        | Sav Pen  | SUS     | D       | DR      | Ass     | Steal   | Block   | Rec Foul | Pen Foul | TO      |
| ------------------ | ---------------- | ---------------- | ---------------- | ---------------- | -------------------- | -------------------- | -------------------- | -------------------- | -------------------- | -------------------- | -------------------- | -------- | -------- | -------- | -------- | ------- | ------- | ------- | ------- | ------- | ------- | -------- | -------- | ------- |
| Samoa Amerikanisch | 2                | 1                | 4                | 25               | 0/1                  |                      | 0/2                  |                      | 1/1                  |                      |                      |          |          |          |          |         |         |         | 2       |         |         |          |          |         |
| Mauritius          | 5                | 3                | 4                | 75               | 1/1                  |                      | 1/2                  |                      | 1/1                  |                      |                      |          |          |          |          |         |         |         | 1       |         |         |          |          |         |
| Russland           | 3                | 2                | 2                | 100              | 1/1                  |                      |                      |                      | 1/1                  |                      |                      |          |          |          |          |         |         |         |         |         |         |          |          |         |
| Kroatien           | 4                | 2                | 4                | 50               |                      |                      |                      |                      | 2/4                  |                      |                      |          |          |          |          |         |         |         |         |         |         |          |          | 2       |
| Chinesisch Taipeh  |                  |                  |                  |                  |                      |                      |                      |                      |                      |                      |                      |          |          |          |          |         |         |         | 2       |         |         |          |          |         |
| Paraguay           | 6                | 3                | 4                | 75               |                      |                      |                      |                      | 3/4                  |                      |                      |          |          |          |          |         |         |         | 1       |         |         |          |          | 2       |
| Argentinien        | 2                | 1                | 2                | 50               |                      |                      |                      |                      | 1/2                  |                      |                      |          |          |          |          |         |         |         | 1       |         |         | 1        |          | 1       |
| Niederlande        | 13               | 7                | 10               | 70               | 1/1                  |                      |                      |                      | 6/9                  |                      |                      |          |          |          |          |         |         |         |         |         |         |          |          | 1       |
| Argentinien        | 4                | 2                | 3                | 67               |                      |                      |                      |                      | 2/3                  |                      |                      |          |          |          |          |         |         |         |         |         |         |          |          | 3       |
| Niederlande        | 0                | 0                | 4                | 0                |                      |                      |                      |                      | 0/4                  |                      |                      |          |          |          |          |         |         |         |         |         |         |          |          |         |
| Gesamt             | 39               | 21               | 37               | 57               | 3/4                  |                      | 1/4                  |                      | 17/29                |                      |                      |          |          |          |          |         |         |         | 7       |         |         | 1        |          | 9       |

### Rebeka Benzsay
- Nummer: 11
- Name auf dem Shorts: BENZSAY
- Spielposition(en): Pivot
- Verein: Szentendrei Nke
- Geburtsdatum: 24. Februar 2000
- Größe: 1,78 Meter

| Gegner             | Punkte und Würfe | Punkte und Würfe | Punkte und Würfe | Punkte und Würfe | Versuche und Treffer | Versuche und Treffer | Versuche und Treffer | Versuche und Treffer | Versuche und Treffer | Versuche und Treffer | Versuche und Treffer | Torhüter | Torhüter | Torhüter | Torhüter | Strafen | Strafen | Strafen | Technik | Technik | Technik | Technik  | Technik  | Technik |
| Gegner             | Punkte           | Tore             | Würfe            | %                | 1-Pt All             | 1-Pt Spin            | Spin                 | In-flight            | Spec                 | Dir Goal             | Pen                  | Sav      | Shots    | %        | Sav Pen  | SUS     | D       | DR      | Ass     | Steal   | Block   | Rec Foul | Pen Foul | TO      |
| ------------------ | ---------------- | ---------------- | ---------------- | ---------------- | -------------------- | -------------------- | -------------------- | -------------------- | -------------------- | -------------------- | -------------------- | -------- | -------- | -------- | -------- | ------- | ------- | ------- | ------- | ------- | ------- | -------- | -------- | ------- |
| Samoa Amerikanisch | 11               | 7                | 9                | 78               | 3/3                  |                      | 1/2                  | 3/4                  |                      |                      |                      |          |          |          |          |         |         |         | 2       |         |         |          |          | 2       |
| Mauritius          | 8                | 4                | 5                | 80               |                      |                      | 1/1                  | 2/3                  |                      |                      | 1/1                  |          |          |          |          |         |         |         | 2       |         |         |          |          |         |
| Russland           | 16               | 8                | 8                | 100              |                      |                      | 6/6                  | 2/2                  |                      |                      |                      |          |          |          |          |         |         |         | 5       |         |         |          | 1        | 2       |
| Kroatien           | 13               | 7                | 9                | 78               | 1/2                  |                      | 2/2                  | 3/4                  |                      |                      | 1/1                  |          |          |          |          |         |         |         | 3       |         |         |          |          | 1       |
| Chinesisch Taipeh  | 19               | 10               | 11               | 91               | 1/1                  |                      | 2/3                  | 6/6                  |                      |                      | 1/1                  |          |          |          |          |         |         |         |         |         |         |          |          | 3       |
| Paraguay           | 6                | 3                | 4                | 75               |                      |                      | 0/1                  | 1/1                  |                      |                      | 2/2                  |          |          |          |          |         |         |         | 5       |         |         | 1        |          |         |
| Argentinien        | 4                | 2                | 7                | 29               |                      |                      | 2/3                  | 0/3                  |                      |                      | 0/1                  |          |          |          |          |         |         |         | 2       |         |         | 1        |          | 1       |
| Niederlande        | 8                | 4                | 4                | 100              |                      |                      | 3/3                  | 1/1                  |                      |                      |                      |          |          |          |          |         |         |         | 2       |         | 1       |          |          |         |
| Argentinien        | 0                | 0                | 3                | 0                |                      |                      | 0/2                  | 0/1                  |                      |                      |                      |          |          |          |          |         |         |         | 3       |         |         |          |          | 1       |
| Niederlande        | 2                | 1                | 1                | 100              |                      |                      | 1/1                  |                      |                      |                      |                      |          |          |          |          |         |         |         |         |         |         |          |          |         |
| Gesamt             | 87               | 46               | 61               | 75               | 5/6                  |                      | 18/24                | 18/25                |                      |                      | 5/6                  |          |          |          |          |         |         |         | 24      |         | 1       | 2        | 1        | 10      |

### Dalma Mátéfi
- Nummer: 16
- Name auf dem Shorts: MÁTÉFI
- Spielposition(en): Torhüterin
- Verein: SZISE Budapest
- Geburtsdatum: 15. September 2000
- Größe: 1,80 Meter

| Gegner             | Punkte und Würfe | Punkte und Würfe | Punkte und Würfe | Punkte und Würfe | Versuche und Treffer | Versuche und Treffer | Versuche und Treffer | Versuche und Treffer | Versuche und Treffer | Versuche und Treffer | Versuche und Treffer | Torhüter | Torhüter | Torhüter | Torhüter | Strafen | Strafen | Strafen | Technik | Technik | Technik | Technik  | Technik  | Technik |
| Gegner             | Punkte           | Tore             | Würfe            | %                | 1-Pt All             | 1-Pt Spin            | Spin                 | In-flight            | Spec                 | Dir Goal             | Pen                  | Sav      | Shots    | %        | Sav Pen  | SUS     | D       | DR      | Ass     | Steal   | Block   | Rec Foul | Pen Foul | TO      |
| ------------------ | ---------------- | ---------------- | ---------------- | ---------------- | -------------------- | -------------------- | -------------------- | -------------------- | -------------------- | -------------------- | -------------------- | -------- | -------- | -------- | -------- | ------- | ------- | ------- | ------- | ------- | ------- | -------- | -------- | ------- |
| Samoa Amerikanisch | 0                | 0                | 2                | 0                |                      |                      |                      |                      |                      | 0/2                  |                      | 3        | 5        | 60       |          |         |         |         |         |         |         |          |          |         |
| Mauritius          | 6                | 3                | 3                | 100              |                      |                      |                      |                      |                      | 3/3                  |                      | 1        | 3        | 33       |          |         |         |         |         |         |         |          |          |         |
| Russland           |                  |                  |                  |                  |                      |                      |                      |                      |                      |                      |                      | 5        | 15       | 33       | 1/3      |         |         |         |         |         |         |          |          |         |
| Kroatien           |                  |                  |                  |                  |                      |                      |                      |                      |                      |                      |                      |          |          |          |          |         |         |         |         |         |         |          |          |         |
| Chinesisch Taipeh  |                  |                  |                  |                  |                      |                      |                      |                      |                      |                      |                      | 5        | 17       | 29       | 0/2      |         |         |         |         |         |         |          |          |         |
| Paraguay           |                  |                  |                  |                  |                      |                      |                      |                      |                      |                      |                      | 1        | 11       | 9        | 0/1      |         |         |         |         |         |         |          |          |         |
| Argentinien        |                  |                  |                  |                  |                      |                      |                      |                      |                      |                      |                      | 4        | 15       | 27       | 0/1      |         |         |         |         |         |         |          |          |         |
| Niederlande        | 2                | 1                | 2                | 50               |                      |                      |                      |                      |                      | 1/2                  |                      | 6        | 18       | 33       | 0/1      |         |         |         |         |         |         |          |          |         |
| Argentinien        | 2                | 1                | 1                | 100              |                      |                      |                      |                      |                      | 1/1                  |                      | 3        | 9        | 33       |          |         |         |         |         |         |         |          |          |         |
| Niederlande        |                  |                  |                  |                  |                      |                      |                      |                      |                      |                      |                      | 2        | 3        | 67       |          |         |         |         |         |         |         |          |          |         |
| Gesamt             | 10               | 5                | 8                | 63               |                      |                      |                      |                      |                      | 5/8                  |                      | 30       | 96       | 31       | 1/8      |         |         |         |         |         |         |          |          |         |

### Dorottya Gajdos
- Nummer: 26
- Name auf dem Shorts: GAJDOS
- Spielposition(en): linker Flügel
- Verein: Szentendrei Nke
- Geburtsdatum: 26. November 2000
- Größe: 1,72 Meter

| Gegner             | Punkte und Würfe | Punkte und Würfe | Punkte und Würfe | Punkte und Würfe | Versuche und Treffer | Versuche und Treffer | Versuche und Treffer | Versuche und Treffer | Versuche und Treffer | Versuche und Treffer | Versuche und Treffer | Torhüter | Torhüter | Torhüter | Torhüter | Strafen | Strafen | Strafen | Technik | Technik | Technik | Technik  | Technik  | Technik |
| Gegner             | Punkte           | Tore             | Würfe            | %                | 1-Pt All             | 1-Pt Spin            | Spin                 | In-flight            | Spec                 | Dir Goal             | Pen                  | Sav      | Shots    | %        | Sav Pen  | SUS     | D       | DR      | Ass     | Steal   | Block   | Rec Foul | Pen Foul | TO      |
| ------------------ | ---------------- | ---------------- | ---------------- | ---------------- | -------------------- | -------------------- | -------------------- | -------------------- | -------------------- | -------------------- | -------------------- | -------- | -------- | -------- | -------- | ------- | ------- | ------- | ------- | ------- | ------- | -------- | -------- | ------- |
| Samoa Amerikanisch | 7                | 4                | 6                | 67               | 1/1                  | 1/1                  | 3/5                  |                      |                      |                      |                      |          |          |          |          |         |         |         | 4       |         |         | 1        |          | 2       |
| Mauritius          | 4                | 2                | 3                | 67               |                      |                      |                      | 2/3                  |                      |                      |                      |          |          |          |          |         |         |         | 1       |         |         |          |          |         |
| Russland           | 16               | 8                | 9                | 89               |                      |                      | 8/9                  |                      |                      |                      |                      |          |          |          |          | 7:18    |         |         | 5       |         | 1       |          | 1        |         |
| Kroatien           | 4                | 2                | 2                | 100              |                      |                      | 2/2                  |                      |                      |                      |                      |          |          |          |          | 17:10   |         |         | 1       |         |         | 1        |          | 1       |
| Chinesisch Taipeh  | 4                | 3                | 6                | 50               | 2/4                  |                      | 1/2                  |                      |                      |                      |                      |          |          |          |          |         |         |         | 2       |         |         | 1        | 1        | 1       |
| Paraguay           | 9                | 5                | 6                | 83               | 1/1                  |                      | 4/5                  |                      |                      |                      |                      |          |          |          |          |         |         |         |         | 1       |         |          |          | 1       |
| Argentinien        | 6                | 3                | 5                | 60               |                      |                      | 3/5                  |                      |                      |                      |                      |          |          |          |          |         |         |         |         |         |         |          |          |         |
| Niederlande        | 4                | 2                | 5                | 40               |                      |                      | 2/5                  |                      |                      |                      |                      |          |          |          |          |         |         |         | 1       |         |         |          |          |         |
| Argentinien        | 7                | 4                | 5                | 80               | 1/2                  |                      | 3/3                  |                      |                      |                      |                      |          |          |          |          |         |         |         | 3       |         |         |          |          | 1       |
| Niederlande        | 3                | 2                | 5                | 40               | 1/3                  |                      | 1/2                  |                      |                      |                      |                      |          |          |          |          |         |         |         | 4       | 1       |         | 1        |          | 1       |
| Gesamt             | 64               | 35               | 52               | 67               | 6/11                 | 1/1                  | 27/38                | 2/3                  |                      |                      |                      |          |          |          |          | 2       |         |         | 21      | 2       | 1       | 4        | 2        | 7       |

### Réka Király
- Nummer: 32
- Name auf dem Shorts: KIRÁLY
- Spielposition(en): rechter Flügel
- Verein: Érd HC
- Geburtsdatum: 21. September 2001
- Größe: 1,69 Meter

| Gegner             | Punkte und Würfe | Punkte und Würfe | Punkte und Würfe | Punkte und Würfe | Versuche und Treffer | Versuche und Treffer | Versuche und Treffer | Versuche und Treffer | Versuche und Treffer | Versuche und Treffer | Versuche und Treffer | Torhüter | Torhüter | Torhüter | Torhüter | Strafen | Strafen | Strafen | Technik | Technik | Technik | Technik  | Technik  | Technik |
| Gegner             | Punkte           | Tore             | Würfe            | %                | 1-Pt All             | 1-Pt Spin            | Spin                 | In-flight            | Spec                 | Dir Goal             | Pen                  | Sav      | Shots    | %        | Sav Pen  | SUS     | D       | DR      | Ass     | Steal   | Block   | Rec Foul | Pen Foul | TO      |
| ------------------ | ---------------- | ---------------- | ---------------- | ---------------- | -------------------- | -------------------- | -------------------- | -------------------- | -------------------- | -------------------- | -------------------- | -------- | -------- | -------- | -------- | ------- | ------- | ------- | ------- | ------- | ------- | -------- | -------- | ------- |
| Samoa Amerikanisch | 7                | 5                | 5                | 100              | 3/3                  | 2/2                  | 1/1                  |                      |                      |                      | 1/1                  |          |          |          |          |         |         |         |         |         |         |          |          |         |
| Mauritius          | 2                | 1                | 1                | 100              |                      |                      |                      |                      |                      |                      | 1/1                  |          |          |          |          |         |         |         | 2       | 1       |         |          |          | 1       |
| Russland           |                  |                  |                  |                  |                      |                      |                      |                      |                      |                      |                      |          |          |          |          |         |         |         |         |         | 1       |          | 2        |         |
| Kroatien           |                  |                  |                  |                  |                      |                      |                      |                      |                      |                      |                      |          |          |          |          |         |         |         | 1       |         |         |          |          |         |
| Chinesisch Taipeh  | 5                | 3                | 4                | 75               | 1/2                  |                      | 2/2                  |                      |                      |                      |                      |          |          |          |          |         |         |         |         | 1       |         |          |          |         |
| Paraguay           | 0                | 0                | 2                | 0                |                      |                      |                      |                      | 0/2                  |                      |                      |          |          |          |          | 6:58    |         |         |         |         | 1       |          | 1        |         |
| Argentinien        |                  |                  |                  |                  |                      |                      |                      |                      |                      |                      |                      |          |          |          |          |         |         |         |         |         |         |          |          |         |
| Niederlande        | 2                | 1                | 4                | 25               |                      |                      | 1/3                  |                      |                      |                      | 0/1                  |          |          |          |          |         |         |         |         | 1       | 1       |          |          |         |
| Argentinien        | 2                | 1                | 1                | 100              |                      |                      | 1/1                  |                      |                      |                      |                      |          |          |          |          |         |         |         |         | 1       |         |          |          |         |
| Niederlande        |                  |                  |                  |                  |                      |                      |                      |                      |                      |                      |                      |          |          |          |          |         |         |         |         | 2       | 2       |          |          |         |
| Gesamt             | 18               | 11               | 17               | 65               | 4/5                  | 2/2                  | 5/7                  |                      | 0/2                  |                      | 2/3                  |          |          |          |          | 1       |         |         | 3       | 6       | 5       |          | 3        | 1       |

### Gabriella Landi
- Nummer: 46
- Name auf dem Shorts: LANDI
- Spielposition(en): Defensivspielerin
- Verein: Érd HC
- Geburtsdatum: 20. November 2001
- Größe: 1,81 Meter

| Gegner             | Punkte und Würfe | Punkte und Würfe | Punkte und Würfe | Punkte und Würfe | Versuche und Treffer | Versuche und Treffer | Versuche und Treffer | Versuche und Treffer | Versuche und Treffer | Versuche und Treffer | Versuche und Treffer | Torhüter | Torhüter | Torhüter | Torhüter | Strafen | Strafen | Strafen | Technik | Technik | Technik | Technik  | Technik  | Technik |
| Gegner             | Punkte           | Tore             | Würfe            | %                | 1-Pt All             | 1-Pt Spin            | Spin                 | In-flight            | Spec                 | Dir Goal             | Pen                  | Sav      | Shots    | %        | Sav Pen  | SUS     | D       | DR      | Ass     | Steal   | Block   | Rec Foul | Pen Foul | TO      |
| ------------------ | ---------------- | ---------------- | ---------------- | ---------------- | -------------------- | -------------------- | -------------------- | -------------------- | -------------------- | -------------------- | -------------------- | -------- | -------- | -------- | -------- | ------- | ------- | ------- | ------- | ------- | ------- | -------- | -------- | ------- |
| Samoa Amerikanisch | 2                | 1                | 1                | 100              |                      |                      |                      |                      | 1/1                  |                      |                      |          |          |          |          |         |         |         |         |         |         |          |          |         |
| Mauritius          | 0                | 0                | 1                | 0                |                      |                      | 0/1                  |                      |                      |                      |                      |          |          |          |          |         |         |         |         |         |         |          |          |         |
| Russland           |                  |                  |                  |                  |                      |                      |                      |                      |                      |                      |                      |          |          |          |          |         |         |         |         |         | 1       |          |          |         |
| Kroatien           |                  |                  |                  |                  |                      |                      |                      |                      |                      |                      |                      |          |          |          |          |         |         |         |         |         |         |          |          |         |
| Chinesisch Taipeh  |                  |                  |                  |                  |                      |                      |                      |                      |                      |                      |                      |          |          |          |          |         |         |         |         | 3       |         |          | 1        |         |
| Paraguay           |                  |                  |                  |                  |                      |                      |                      |                      |                      |                      |                      |          |          |          |          |         |         |         |         |         |         |          |          |         |
| Argentinien        |                  |                  |                  |                  |                      |                      |                      |                      |                      |                      |                      | 0        | 1        | 0        |          |         |         |         |         |         |         |          | 1        |         |
| Niederlande        |                  |                  |                  |                  |                      |                      |                      |                      |                      |                      |                      |          |          |          |          |         |         |         |         | 1       |         |          | 1        |         |
| Argentinien        |                  |                  |                  |                  |                      |                      |                      |                      |                      |                      |                      |          |          |          |          |         |         |         |         |         |         |          |          |         |
| Niederlande        |                  |                  |                  |                  |                      |                      |                      |                      |                      |                      |                      |          |          |          |          | 17:04   |         |         |         |         |         |          |          |         |
| Gesamt             | 2                | 1                | 2                | 50               |                      |                      | 0/1                  |                      | 1/1                  |                      |                      | 0        | 1        | 0        |          | 1       |         |         |         | 4       | 1       |          | 3        |         |

## Legende
Punkte vor dem Schrägstrich bezeichnen immer die erfolgreichen Aktionen, bei Torabschlüssen die Treffer, bei Torhüteraktionen die Torverhinderungen. Die Zahl dahinter nennt die Zahl der Versuche, geglückte wie nicht geglückte.
Punkte und Würfe
- Punkte – erzielte Punkte
- Tore – erzielte Tore
- Würfe – Torwürfe
- % – Prozentzahl von Treffern bei Würfen
- 1-Pt All – alle normalen Torabschlüsse, die zu einem Punkt führen
- 1-Pt Spin – nicht gelungener Drehwurf, deshalb nur ein Punkt wert (auch schon einmal in den 1-Pt All enthalten)
- Spin – Sprungwurf mit Drehung um die eigene Achse, dafür gibt es zwei Punkte
- In-flight – Torabschluss im Flug („Kempa-Trick“), auch hier gibt es zwei Punkte für einen Treffer
- Spec – Tor durch einen Specialist, diese Tore bringen immer zwei Punkte
- Dir Goal – direkte Tore durch den Torhüter, da dieser per se Specialist ist, gibt es auch hier immer zwei Punkte
- Pen – Tore durch Strafwürfe

Torhüteraktionen
- Sav – Torverhinderungen
- Shots – Würfe auf das Tor
- % – Prozentualer Anteil der gehaltenen Würfe
- Sav Pen – gehaltene Strafwürfe

Strafen – Angegeben ist der jeweilige Zeitpunkt im Spiel, in dem die Strafe ausgesprochen wurde
- SUS – Zeitstrafen
- D – Spielstrafe (Disqualifikation für den Rest des Spiels)
- DR – Platzverweis (Disqualifikation mit Bericht)

Technische Statistiken
- Ass – Assists: direkte Vorlagen zu Treffern der eigenen Mannschaft
- Steal – Eroberung eines Balles von der angreifenden Mannschaft
- Block – erfolgreiche Verhinderung eines Torabschlusses
- Rec Foul – gefoult worden, was zu einem Strafwurf (6 m) führte
- Pen Foul – ein Foul begangen, was zu einem Strafwurf führte
- TO – Turnover: Ballverlust im Angriff an die verteidigende Mannschaft